# Романенко, Павел Степанович
Павел Степанович Романенко (15 декабря 1907, г. Купянск, Харьковская губерния, Российская империя —  1994, Москва, Россия) — советский военачальник, полковник (1943).

## Биография
Родился 15 декабря 1907 года  в  городе Купянск, ныне Харьковской области Украины.

### Военная служба

#### Межвоенные годы
29 октября 1929 года был призван в РККА и направлен в 7-й отдельный стрелковый батальон в городе Севастополь. Член ВКП(б) с 1929 года. В сентябре 1930 года откомандирован на учебу в Украинскую кавалерийскую школу им. С. М. Буденного, затем оттуда был переведен в Тамбовскую кавалерийскую школу им. 1-й Конной армии. По окончании последней в ноябре 1933 года назначен командиром взвода 62-го кавалерийского полка Особой кавалерийской дивизии МВО. В январе — апреле 1934 года проходил подготовку на курсах «Выстрел», по возвращении в полк командовал кавалерийским взводом и взводом полковой школы, эскадроном. С апреля 1938 года — слушатель Военной академии РККА им. М. В. Фрунзе.

#### Великая Отечественная война
С началом войны капитан Романенко был досрочно выпущен и до 1 июля 1941 года временно исполнял должность начальника штаба 9-го стрелкового полка в Москве. Затем был направлен в город Ефремов на формирование 280-й стрелковой дивизии, по прибытии вступил в должность начальника штаба 1035-го стрелкового полка. В конце августа 1941 года дивизия вошла в состав 3-й армии Брянского фронта и вела тяжелые оборонительные бои на реке Десна севернее города Почеп. В начале октября в ходе начавшейся Орловско-Брянской оборонительной операции она попала в окружение. По выходе к своим войскам в конце октября она была расформирована, а Романенко назначен начальником оперативного отделения 137-й стрелковой Краснознаменной дивизии 3-й армии (с 11 ноября — в составе Юго-Западного фронта). 19 ноября южнее Тулы при отражении атак противника Романенко был ранен и эвакуирован в госпиталь. По выздоровлении в феврале 1942 года назначен начальником оперативной части штаба 120-й отдельной стрелковой бригады, формировавшейся в городе Кузнецк. В мае — августе 1942 года бригада в составе 7-го гвардейского стрелкового корпуса 33-й армии Западного фронта находилась в обороне в районе Медынь, затем вела наступательные бои в районе Темкино. В конце августа майор Романенко был переведен на должность начальника штаба 112-й стрелковой бригады.
В январе 1943 года назначен начальником штаба 17-й стрелковой дивизии. В конце января 1943 года дивизия была переброшена на левое крыло Западного фронта в район севернее Жиздры и с 7 марта в составе 16-й армии вела наступательные бои на жиздренском направлении. С 1 мая 1943 года дивизия была подчинена 50-й армии, с 14 августа участвовала в Смоленской и Брянской наступательных операциях (с 17 августа — в составе Брянского фронта). 9 сентября 1943 года части дивизии в результате умелого обходного маневра ворвались в Людиново. В дальнейшем они форсировали реки Болва, Ипуть и 26 сентября вступили на территорию Белоруссии в районе Сураж. Продолжая наступление, дивизия вела тяжелые бои по форсированию реки Сож с последующим выходом к Днепру. 18 ноября она вышла к р. Сож в районе города Пропойск (Славгород). С 15 сентября 1943 года по 11 января 1944 года полковник Романенко командовал этой дивизией. 4-8 января 1944 года он успешно руководил наступательным боем дивизии в районе Старый Быхов на Днепре.
С 14 января 1944 года проходил подготовку в Высшей военной академии им. К. Е. Ворошилова, по окончании ее ускоренного курса с 20 марта направлен в распоряжение ГРУ Красной армии. 6 апреля убыл в Югославию в штаб маршала И. Броз Тито (Национальный комитет освобождения Югославии) на должность старшего помощника начальника военной миссии от СССР. Во время боев в Югославии 25 мая 1944 года был контужен и 16 августа возвратился в Москву. До октября находился в распоряжении ГУК НКО, затем направлен на 3-й Белорусский фронт. С 23 ноября вступил в должность начальника штаба 174-й стрелковой Борисовской Краснознаменной ордена Суворова 2-й ст. дивизии. С января 1945	года ее части в составе 31-й армии участвовали в Восточно-Прусской, Инстербургско-Кенигсбергской наступательных операциях. В ходе их они форсировали Мазурские озера и овладели городами Растенбург, Бишофштайн, Хайльсберг, Хайлигенбайль. За овладение последним дивизия была награждена орденом Кутузова 2-й ст. (26.3.1945). После выхода дивизии к заливу Фришес-Гаф в начале апреля дивизия в составе армии была выведена в резерв Ставки ВГК и переброшена в Центральную Германию в район Лигвиниц. С 21 апреля она была включена в состав 1-го Украинского фронта и участвовала в Пражской наступательной операции.

#### Послевоенное время
В конце июня 1945 года дивизия была расформирована, а полковник  Романенко переведен на должность начальника штаба 19-й стрелковой дивизии. В августе зачислен в резерв Ставки ВГК с прикомандированием к Военной академии им. М. В. Фрунзе. С ноября 1945 года занимал должность преподавателя кафедры общей тактики, с мая 1947 года — старшего преподавателя по оперативно-тактической подготовке, он же тактический руководитель учебной группы факультета по подготовке офицеров иностранных армий. С декабря 1947 ода по февраль 1950 года проходил обучение в Высшей военной академии им. К. Е. Ворошилова, по окончании которой откомандирован в распоряжение Министерства национальной обороны Польской Республики. По возвращении в СССР с июля 1953 года вновь прикомандирован к Военной академии им. М. В. Фрунзе, где был старшим преподавателем на кафедрах тактики высших соединений и оперативно-тактической подготовки. 31 декабря 1958 года полковник  Романенко уволен в запас.
Павел Степанович Романенко похоронен с воинскими почестями на Кунцевском кладбище в Москве в 1994 году.

## Награды
СССР
- орден Ленина (05.11.1954)[5]
- три ордена Красного Знамени (11.10.1943[6], 24.03.1945[7], 15.11.1950[8][5])
- два ордена Отечественной войны I степени (24.08.1944[9], 06.04.1985[10][11])
- два  ордена Красной Звезды (11.06.1943[12],  03.11.1944[13])

медали в том числе:
- - «За отвагу» (22.09.1942)[14]
  - «За оборону Москвы» (1944)
  - «За победу над Германией в Великой Отечественной войне 1941—1945 гг.» (1945)
  - «За взятие Кёнигсберга» (1945)
  - «Ветеран Вооружённых Сил СССР» (1976)
- знак «50 лет пребывания в КПСС»

Других государств
- Орден Возрождения Польши IV степени (ПНР)